# Women's National Basketball Association 2017
La Women's National Basketball Association 2017 è stata la ventunesima edizione della lega professionistica statunitense.
Vi partecipavano dodici franchigie, divise in due conference. Al termine della stagione regolare (34 gare), le migliori otto partecipavano ai play-off.
Il titolo è stato conquistato per la quarta volta dalle Minnesota Lynx. La Most Valuable Player è stata Sylvia Fowles delle Minnesota Lynx.

## Stagione regolare

### Eastern Conference
|  |    | Classifica finale 2017 | Pt | G  | V  | P  | PtF | PtS |
|  | -- | ---------------------- | -- | -- | -- | -- | --- | --- |
|  | 1. | New York Liberty       | -  | 34 | 22 | 12 | -   | -   |
|  | 2. | Connecticut Sun        | -  | 34 | 21 | 13 | -   | -   |
|  | 3. | Washington Mystics     | -  | 34 | 18 | 16 | -   | -   |
|  | 4. | Chicago Sky            | -  | 34 | 12 | 22 | -   | -   |
|  | 5. | Atlanta Dream          | -  | 34 | 12 | 22 | -   | -   |
|  | 6. | Indiana Fever          | -  | 34 | 9  | 25 | -   | -   |

### Western Conference
|  |    | Classifica finale 2017 | Pt | G  | V  | P  | PtF | PtS |
|  | -- | ---------------------- | -- | -- | -- | -- | --- | --- |
|  | 1. | Minnesota Lynx         | -  | 34 | 27 | 7  | -   | -   |
|  | 2. | Los Angeles Sparks     | -  | 34 | 26 | 8  | -   | -   |
|  | 3. | Phoenix Mercury        | -  | 34 | 18 | 16 | -   | -   |
|  | 4. | Dallas Wings           | -  | 34 | 16 | 18 | -   | -   |
|  | 5. | Seattle Storm          | -  | 34 | 15 | 19 | -   | -   |
|  | 6. | San Antonio Stars      | -  | 34 | 8  | 26 | -   | -   |

## Vincitore
| Campione WNBA 2017         |
| -------------------------- |
| Minnesota Lynx (4º titolo) |

## Statistiche
| Categoria             | Giocatore            | Squadra            | Stat |
| --------------------- | -------------------- | ------------------ | ---- |
| Punti per gara        | Brittney Griner      | Phoenix Mercury    | 21,9 |
| Rimbalzi per gara     | Jonquel Jones        | Connecticut Sun    | 11,9 |
| Assist per gara       | Courtney Vandersloot | Chicago Sky        | 8,1  |
| Palle rubate per gara | Alana Beard          | Los Angeles Sparks | 2,1  |
| Stoppate per gara     | Brittney Griner      | Phoenix Mercury    | 2,5  |
| FG%                   | Sylvia Fowles        | Minnesota Lynx     | 65,5 |
| FT%                   | Elena Delle Donne    | Washington Mystics | 95,3 |
| 3FG%                  | Chelsea Gray         | Los Angeles Sparks | 48,2 |

## Premi WNBA
- WNBA Most Valuable Player: Sylvia Fowles, Minnesota Lynx
- WNBA Defensive Player of the Year: Alana Beard, Los Angeles Sparks
- WNBA Coach of the Year: Curt Miller, Connecticut Sun
- WNBA Rookie of the Year: Allisha Gray, Dallas Wings
- WNBA Most Improved Player: Jonquel Jones, Connecticut Sun
- WNBA Sixth Woman of the Year: Sugar Rodgers, New York Liberty
- WNBA Finals Most Valuable Player: Sylvia Fowles, Minnesota Lynx
- WNBA Basketball Executive of the Year: Curt Miller, Connecticut Sun
- All-WNBA First Team:
  - Sylvia Fowles, Minnesota Lynx
  - Tina Charles, New York Liberty
  - Skylar Diggins, Dallas Wings
  - Candace Parker, Los Angeles Sparks
  - Maya Moore, Minnesota Lynx
- All-WNBA Second Team:
  - Nneka Ogwumike, Los Angeles Sparks
  - Chelsea Gray, Los Angeles Sparks
  - Brittney Griner, Phoenix Mercury
  - Diana Taurasi, Phoenix Mercury
  - Jonquel Jones, Connecticut Sun
- WNBA All-Defensive First Team:
  - Alana Beard, Los Angeles Sparks
  - Nneka Ogwumike, Los Angeles Sparks
  - Sylvia Fowles, Minnesota Lynx
  - Jasmine Thomas, Connecticut Sun
  - Tina Charles, New York Liberty
- WNBA All-Defensive Second Team:
  - Brittney Griner, Phoenix Mercury
  - Alyssa Thomas, Connecticut Sun
  - Rebekkah Brunson, Minnesota Lynx
  - Maya Moore, Minnesota Lynx
  - Briann January, Indiana Fever
- WNBA All-Rookie First Team:
  - Allisha Gray, Dallas Wings
  - Kelsey Plum, San Antonio Stars
  - Brittney Sykes, Atlanta Dream
  - Kaela Davis, Dallas Wings
  - Shatori Walker-Kimbrough, Washington Mystics